# أم جباب
أم جباب قرية في ناحية مركز المخرم التابعة لمنطقة المخرم في محافظة حمص في سورية.